# Del Latta
Delbert Leroy „Del“ Latta (* 5. März 1920 in Weston, Wood County, Ohio; † 12. Mai 2016 in Bowling Green, Ohio) war ein US-amerikanischer Politiker. Zwischen 1959 und 1989 vertrat er den Bundesstaat Ohio im US-Repräsentantenhaus.

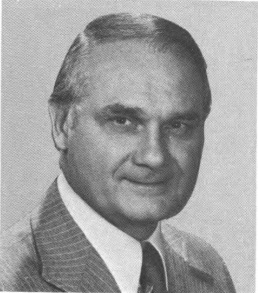
Del Latta (1981)

## Leben
Del Latta besuchte die öffentlichen Schulen in North Baltimore. Im Jahr 1938 absolvierte er die McComb High School. Anschließend besuchte er das Findley College. Zwischen 1938 und 1941 war er Mitglied der Nationalgarde von Ohio und für einige Zeit auch in der United States Army. In den Jahren 1942 und 1943 gehörte er zur Zeit des Zweiten Weltkrieges der Reserve des Marine Corps an. Nach einem Jurastudium an der Ohio Northern University und seiner 1944 erfolgten Zulassung als Rechtsanwalt begann er in Bowling Green in diesem Beruf zu arbeiten. Gleichzeitig schlug er als Mitglied der Republikanischen Partei eine politische Laufbahn ein. Zwischen 1953 und 1958 gehörte er dem Senat von Ohio an. In den Jahren 1968, 1972, 1976 und 1996 war er Delegierter zu den jeweiligen Republican National Conventions.
Bei den Kongresswahlen des Jahres 1958 wurde Latta im fünften Wahlbezirk von Ohio in das US-Repräsentantenhaus in Washington, D.C. gewählt, wo er am 3. Januar 1959 die Nachfolge von Cliff Clevenger antrat. Nach 14 Wiederwahlen konnte er bis zum 3. Januar 1989 insgesamt 15 Legislaturperioden im Kongress absolvieren. In diese Zeit fielen unter anderem die Endphase der Bürgerrechtsbewegung, der Vietnamkrieg und im Jahr 1974 die Watergate-Affäre. Seit 1975 saß Latta als ranghöchster Republikaner im Haushaltsausschuss.
Im Jahr 1988 verzichtete er auf eine weitere Kongresskandidatur. Stattdessen setzte er sich für die Wahl seines Sohnes Bob zu seinem Nachfolger ein. Dieser verlor jedoch knapp in den Vorwahlen seiner Partei gegen Paul Gillmor, der dann auch gewählt wurde. Nach Gillmors Tod im Jahr 2007 trat Bob Latta dessen Nachfolge im Kongress an. Del Latta ist nach seiner Zeit im US-Repräsentantenhaus politisch nicht mehr in Erscheinung getreten. Seinen Lebensabend verbrachte er in Bowling Green.